# Degerbols Island
Degerbols Island är en ö i Kanada.   Den ligger i territoriet Nunavut, i den norra delen av landet, 4 000 km norr om huvudstaden Ottawa. Arean är 6,3 kvadratkilometer.
Terrängen på Degerbols Island är lite kuperad. Öns högsta punkt är 286 meter över havet. Den sträcker sig 4,3 kilometer i nord-sydlig riktning, och 3,1 kilometer i öst-västlig riktning.